# Jiuquan
Jiuquan (chiń. 酒泉; pinyin Jiǔquán) – miasto o statusie prefektury miejskiej w Chinach, w prowincji Gansu. W 2010 roku liczba mieszkańców miasta wynosiła 74 288. Prefektura miejska w 1999 roku liczyła 905 958 mieszkańców. Ośrodek wydobycia rud żelaza, przemysłu metalurgicznego, elektromaszynowego, chemicznego i papierniczego.

## Historia
Założone w 111 roku p.n.e. jako posterunek wojskowy miasto było ważnym punktem na Jedwabnym Szlaku. Od 602 roku n.e. było siedzibą prefektury Suzhou. Za rządów dynastii Tang nadano miastu nazwę Jiuquan. Wraz ze zmniejszaniem się znaczenia Jedwabnego Szlaku malało także znaczenie miasta. Ponowny rozwój Jiuquan nastąpił dopiero w latach 50. XX wieku, kiedy na południe od miasta odkryto duże złoża rudy żelaza.

## Podział administracyjny
Prefektura miejska Jiuquan podzielona jest na:
- dzielnicę: Suzhou,
- 2 miasta: Yumen, Dunhuang,
- 2 powiaty: Jinta, Guazhou,
- 2 powiaty autonomiczne: Subei, Aksay.